# هوملند پارک (کارولینای جنوبی)
هوملند پارک(به انگلیسی: Homeland Park) شهری در ایالت کارولینای جنوبی کشور ایالات متحده آمریکا است که جمعیت آن در سرشماری سال ۲۰۱۰ میلادی، ۶٬۲۹۶ نفر بوده‌است.